# ルートヴィヒ・シュポア国際ヴァイオリン・コンクール
ルートヴィヒ・シュポア国際ヴァイオリン・コンクール（"Ludwig Spohr" International Violin Competition）は、ドイツのフライブルクで開催される若手ヴァイオリニストのためのコンクールである。
ドイツの作曲家・ヴァイオリン奏者であるルートヴィヒ（ルイ）・シュポーアの名を冠している。1980年、国際音楽コンクール世界連盟に加盟した。
2006年8月に行われたコンクールの参加資格は32歳以下であり、第1位の賞金は6,000ユーロである。

## 開催年と入賞者
- 1982年（第2回）
  - 第1位　四方恭子（日本）
- 1985年（第3回）
- 1988年（第4回）
  - 第2位　小林美恵（日本）
- 1991年（第5回）
  - 第1位　川田知子（日本）
- 1994年（第6回）
- 1997年（第7回）
  - 第1位　アリーナ・ポゴストキーナ（ロシア）
  - 第2位　Elisabeth Weber （ドイツ）、Nathan Dondalski （ポーランド）
  - 第3位　Vivica Schmitt （ドイツ）
  - 第4位　Cathrin Kudelka （ドイツ）
  - 第5位　Francesco Maria Manara （イタリア）
- 2000年（第8回）
  - 第1位　セルゲイ・ハチャトゥリアン（アルメニア）
  - 第2位　Maya Kai （日本）
  - 第3位　Janusz Wawrowski （ポーランド）
  - 第4位　Maria Skriabina （ロシア）
  - 第5位　Erina Kato （日本）
- 2003年（第9回）
  - 第1位　Ekatarina Frolova （ロシア）
  - 第2位　Andreas Janke （ドイツ）
  - 第3位　Jose Blumenschein （無国籍）
  - 第4位　Wojciech Koprowski （ポーランド）
  - 第5位　Oleg Kaskiv （ウクライナ）
- 2006年 （第10回）